# モハマッド・ムサ・シャフィク
モハマッド・ムサ・シャフィク（Mohammad Musa Shafiq、1932年 - 1979年）は、アフガニスタンの政治家。王政最後の首相。

## 経歴
カーブル出身。パシュトゥーン人。モハマッド・イブラヒム・カマヴィ師の息子。
ダル＝ウリ＝オリュメ・シャリーア・マドラサを卒業し、1955年、カイロのアル＝アズハル大学でイスラム法の学士号を取得。
1955年～1957年、アメリカのコロンビア大学で法学の学位を取得し、在学中、ニューヨークの裁判所と検察庁で実習生として働いた。在米学生ムスリム協会の創設者、会長。
- 1957年 - カーブル大学法学部講師
- 1957年～1961年 - 法務省法典編集課長、法務省機関誌「アル＝ファッラー」編集長
- 1961年～1963年 - アフガン最初の民間法律事務所の共同創設者
- 1963年12月～1966年3月 - 法務次官
- 1964年 - 憲法準備委員会委員、ロヤ・ジルガ代表
- 1966年～1968年 - 外務省参事官
- 1968年9月～1971年 - 駐エジプト大使
- 1971年7月26日～1973年7月17日 - 外務相
- 1972年12月12日～1973年7月17日 - 首相を兼任

ムハンマド・ダーウードのクーデター後に逮捕され、1975年に恩赦により釈放された。
1978年の四月革命後、再逮捕され、カーブルで処刑された。

## パーソナル
詩人、作家でもあり、ダリー語とパシュトゥー語の著作を有する。
ムスリム同胞団に共感しており、原理主義者、保守主義者として知られた。
首相としては大部分が保守的なアフガニスタン社会の改革を支持した。彼はまた、アメリカとのより緊密な関係を求め、アヘン栽培と密輸の取り締まりを約束した。それ以外にも、当時続いていたイラン帝国との水紛争を外交的に解決する責任も負っていた。7ヶ月間首相を務めた。